# Софиянци
Това е списък на известни личности, свързани с град София.

## Исторически личности, свързани с град София от античната, средновековната и възрожденската епоха
- Св. ап. Климент е епископ на Сердика (дн. София),[1] след което става един от първите римски папи.
- Император Аврелиан – забележителен римски император, „Възстановител на света“, роден в София на 9 септември 214 г.
- Света императрица Елена – живяла в Сердика (София).
- Император Галерий – спрял гоненията срещу християните в Римската империя, пръв признал на християнството провото на легална религия със Сердикийския едикт в 311 г. Роден, резидирал и починал в София, поради голямото сходство на ротондата Св. Георги с построената от него ротонда Св. Георги в Солун, е възможно тя да е част от дворцовия му комплекс в София.
- Император свети Константин Велики – забележителен римски император, „Покръстителят на света“, роден в близкия Ниш, дълго време управлявал Империята от София, известни са думите му „Сердика е моят Рим“, дворецът му е бил Константиновия квартал – от Президентството до х-л Рила, наричан така до Освобождението в 1878 г., където е ротондата „Св. Георги“. Майка му света императрица Елена е от София.
- Свети Иван Рилски – покровител на България, първите години на отшелничеството си прекарва в околностите на София, веднага след успението му мощите му са пренесени в ротондата „Св. Георги“ и за векове са тук до пренасянето им в Търново след освобождаването на България от Византийско владичество; те престояват в нея отново в ХV в. при тържественото им връщане в Рилския манастир.
- Цар Самуил – син на софийския управител комит Никола, най-вероятно е роден в София, наред с всичко забележително което извършва за България, той нанася едно от най-съкрушителните поражения, което византийски император е претърпял от България, сравнимо с разгрома на Никифор от хан Крум, именно при защитата на София в битката при Траянови врата на 17 август 986 г.
- Патриарх Дамян Български – след превземането на Преслав в 971 г. от Йоан Цимисхий се спасява в София и де факто установява тук за дълго седалището на Българската патриаршия до преместването му в новата българска столица Охрид.
- Цар Иван Владислав – син на брата на цар Самуил – Аарон Български, роден и израснал в София.
- Ботко войвода – управител на София, съратник на цар Петър Делян в борбата му за възстановяване независимостта на България, отхвърлил византийската власт в София и храбро защитавал града от имперските войски в 1041 г.
- Севастократор Александър – брат на цар Иван Асен II, дълги години живял и управлявал Западна България.
- Севастократор Калоян – син на Севастократор Александър, построил Боянската църква, забележителен паметник на европейския Проторенесенс. От Средновековието и по време на османската власт кварталът, където е била градската му резиденция, се казва „Калоянова махала“. Името е оцеляло като „улица Калоян“, до резиденцията на българския патриарх, неточно наречена след Освобождението „Цар Калоян“.
- Свети крал Стефан – сръбски светец, крал на Сърбия, по личното му желание погребан в София. Мощите му се пазят първо в ротондата „Св. Георги“, по-късно са преместени в „Света Неделя“, която по тази причина е известна и като „Свети Крал“, за кратко, за да не бъдат поругани от турците, са скрити в Горнобанския манастир „Св. св. Кирил и Методий“ и когато опасността преминава са върнати в „Света Неделя“.
- Иван Асен IV – български престолонаследник, син на цар Иван Александър, загинал в битка с турците в защита на София в 1349 г.
- Михаил IV Асен – български престолонаследник, син на цар Иван Александър, загинал в битка с турците в защита на София в 1355 г.
- Бан Янука (Янко) – български болярин, защитавал София от турското нашествие в 1382 г.
- Иван Асен V – български престолонаследник, син на цар Иван Шишман, загинал в битка с турците в защита на София в 1388 г.
- Радивой – български болярин от София, възстановил Кремиковския манастир „Свети Георги“. По негово нареждане са създадени забележителните късносредновековни български стенописи в манастирската църква.
- Радослав Мавър – български болярин от София, възстановил Драгалевския манастир „Св. Богородица Витошка“, по негово нареждане са създадени забележителните български стенописи в манастирската църква.
- Св. мъченик Георги Софийски Стари – български светец, роден в София, убит от турците в Одрин в 1437 г.
- Св. мъченик Георги Софийски Нови – български светец, изгорен от турците в София на 11 февруари 1515 г.
- Матей Граматик – виден представител на Софийската книжовна школа в ХVI век.
- Св. преподобни Софроний Софийски – български светец от София, просиял в 1515 г.
- Св. мъченик Георги Софийски Най-нови – български светец от София, убит от турците на 26 май 1530 г.
- Поп Пейо – виден представител на Софийската книжовна школа в ХVI век.
- Св. великомъченик Николай Софийски Нови – български светец от София, убит от турците на 17 май 1555 г.
- Св. преподобни Пимен Зографски – виден български свещенослужител, книжник, миниатюрист, зограф и строител, роден и израснал в София, просиял в 1620 г.
- Св. мъченик Константин Софийски – български светец от София, наклеветен от цинцари, убит от турците в 1737 г.
- Св. мъченик Симеон Самоковски и Софийски – митрополит, обесен от турците на 21 август 1737 г. в София заради родолюбието и участието му във въстанието на архиереите в Софийско, Самоковско и Западна България от 1737 г.

## Родени в София

### Родени преди 1890
- Александър Николов, български революционер от ВМОРО, четник на Петър Радев – Пашата[2]
- Андон Караджов, български революционер от ВМОРО, четник на Петър Ангелов[3]
- Алек. Иванов, български революционер от ВМОРО, четник на Никола Иванов[4]
- Алек. Ив. Андреев, революционер от ВМОРО, четник на Иван Наумов Алябака[5]
- Боян Панайотов, революционер от ВМОРО, четник на Тале Кръстев[6]
- Владимир Миков, български революционер от ВМОРО, четник на Никола Груйчин[7]
- Георги Атанасов, български революционер от ВМОРО, четник на Петър Ангелов[8]
- Георги Македонски, български революционер от ВМОРО, четник на Гроздан Рандев[9]
- Димитър Христов, български революционер от ВМОРО, четник на Лука Джеров[10]
- Доситей Самоковски (1837 – 1907), духовник, самоковски митрополит
- Драго Бояджиев, български революционер от ВМОРО, четник на Христо Цветков[11]
- Иван Никифоров, български революционер от ВМОРО, четник на Михаил Чаков[12]
- Иван Милев, български революционер от ВМОРО, четник на Тръпко Стоименов[13]
- Иван Петров, български революционер от ВМОРО, четник на Дончо Лазаров[14]
- Иван Стойков (1887 – ?), български революционер от ВМОРО, четник на Пандо Сидов[15]
- Иван Стоянов, български революционер от ВМОРО, четник на Тръпко Стоименов[16]
- Йордан Михаилов, български революционер от ВМОРО, четник на Трифун Аджаларски[17]
- Милан Кръстев, български революционер от ВМОРО, четник на Михаил Чаков[18]
- Михаил Буботинов (1839 – 1918), български просветен деец и общественик
- Христо Стоянов (1842 – 1895), юрист и политик, министър
- Симеон Андонов, възрожденски учител
- Спас Георгиев (1858 – 1916), военен, генерал
- Роза Попова (1879 – 1949), актриса и режисьор
- Константин Стоянов (1885 – 1946), министър
- Апостол Николаев-Струмски (1886 – 1971), композитор
- Владимир Мусаков (1887 – 1916), писател
- Конст. Георгиев, български революционер от ВМОРО, четник на Петър Ангелов[19]
- Петър Младенов (1887 – 1978), художник
- Пешо Радев, български революционер от ВМОРО, четник на Апостол Петков[20]
- Милко Балан (1888 – 1973), лекар
- Никола Василев, български революционер от ВМОРО, четник на Петър Самарджиев[21]
- Никола Георгиев, български революционер от ВМОРО, четник на Димитър Запрянов[22]
- Христо Коджабашев (1888 – 1981), актьор
- Димитър Шишманов (1889 – 1945), политик и писател
- Константин Щъркелов (1889 – 1961), художник
- Симеон Денков, български революционер от ВМОРО, четник на Петър Радев – Пашата[23]
- Славчо Петров, български революционер от ВМОРО, четник на Трифун Аджаларски[24]
- Тодор Голев, български революционер от ВМОРО, четник на Георги Сугарев[25]
- Трайко Милев, български революционер от ВМОРО, четник на Кръстьо Българията[26]
- Трайко Николов, български революционер от ВМОРО, четник на Трифун Аджаларски[27]
- Христо Йосифов, български революционер от ВМОРО, четник на Тръпко Стоименов[28]
- Христо Койчев, революционер от ВМОРО, четник на Стефан Димитров[29]

### Родени от 1890 до 1899
- Иван Алтънов (1892 – 1972), юрист и дипломат
- Елисавета Багряна (1893 – 1991), поетеса
- Никола Балабанов (1893 – 1966), литературен и театрален критик
- Станчо Белковски (1891 – 1962), архитект
- Цар Борис III (1894 – 1943)
- Иван Горанов (1891 – 1945), министър
- Иван Данчов (1893 – 1972), архитект
- Страшимир Димитров (1892 – 1960), геолог
- Кирил Драмалиев, (1892 – 1961), министър
- Димитър Дюлгеров (1890 – 1966), богослов
- Славчо Загоров (1898 – 1965), министър
- Любомир Золотович (1890 – 1945), актьор
- Петър Золотович (1893 – ?), певец
- Асен Йорданов (1896 – 1967), инженер
- Бончо Карастоянов (1899 – 1962), инженер
- Калина Малина (1898 – 1979), писателка
- Кирил Преславски (1895 – 1945), княз
- Констанца Кирова (1896 – ?), певица
- Трайчо Костов (1897 – 1949), политик и министър
- Иван Маринов (1896 – 1979), офицер
- Петър Николов (1894 – 1990), фармаколог
- Шакир Пашов (1898 – 1981), политик
- Велизар Пеев-син (1891 – 1949), предприемач
- Панка Пелишек (1899 – ?), пианистка
- Никола Петков (1893 – 1947), политик и министър
- Васил Радославов (1897 – 1945), министър
- Теодора Райкова-Ковачева (1893 – 1963), химичка
- Ангел Сладкаров (1892 – 1977), оперетен артист и режисьор
- Иван Стаменов (1893 – 1976), дипломат
- Борис Стефанов (1894 – 1979), ботаник
- Йордан Стубел (1897 – 1952), поет
- Мара Цибулка (1891 – 1977), певица
- Константин Йосифов (1893 – 1977), инженер

### Родени от 1900 до 1909
- Веселин Бешевлиев (1900 – 1992), историк и филолог, професор
- Боян Болгар (1907 – 1984), писател
- Еким Бончев (1907 – 1992), геолог
- Евгений Босилков (1900 – 1952), духовник
- Александър Вазов (1900 – 1972), режисьор
- Петко Венедиков (1905 – 1995), юрист
- Иван-Асен Георгиев (1907 – 1964), дипломат и шпионин
- Тодор Герасимов (1903 – 1974), археолог
- Георги Дзивгов (1903 – 1986), преводач
- Александър Занков (1900 – 1982), скулптор
- Васил Иванов (1909 – 1975), художник
- Зорка Йорданова (1904 – 1970), актриса
- Боян Каменов (1907 – 1979), геолог
- Евгени Каменов (1908 – 1985), икономист и дипломат
- Райна Кацарова (1901 – 1984), фолклористка
- Методи Кецкаров (1904 – 1981), художник
- Патриарх Кирил (1901 – 1971)
- Олга Кирчева (1903 – 1978), актриса
- Асен Киселинчев (1905 – 1960), философ
- Александър Кожухаров (1907 – 1974), юрист
- Асен Лазаров (1905 – 1982), агроном
- Иван Леков (1904 – 1978), езиковед, професор
- Михаил Люцканов (1909 – 1989), оперен певец
- Асен Манолов (1908 – 1982), балетист и хореограф
- Жак Натан (1902 – 1974), икономист и политик
- Ник Дим Кос (1901 – 1983), илюзионист
- Димитър Пантелеев (1901 – 1993), поет
- Илка Попова (1905 – 1979), оперна певица
- Христо Обрешков (1907 – 1944), цигулар и педагог
- Екатерина Савова-Ненова (1901 – 1980), художничка
- Петър Славински (1909 – 1993), писател
- Димитър Стоевски (1902 – 1981), писател и преводач
- Васил Стоилов (1904 – 1990), художник
- Райна Стоянова (1907 – 1977), оперна певица
- Владимир Топенчаров (1905 – 1997), общественик
- Анастас Тотев (1906 – 1999), статистик
- Григор Узунов (1907 – 1952), инженер
- Димитър Фингов (1906 – 1983), архитект
- Филип Филипов (1908 – 1987), лекар
- Дафина Хаджидимова (1907 – ?), лекар
- Антон Червенаков (1908 – ?), лекар

### Родени от 1910 до 1919
- Борис Арсов (1915 – 1974), общественик
- Иван Башев (1916 – 1971), политик
- Петко Бочаров (1919 – 2016), журналист
- Стоян Бояджиев (1915 – 2003), общественик и председател на ВМРО-СМД
- Весела Василева (1919 – 1944), поетеса
- Павел Вежинов (1914 – 1983), писател
- Емил Главанаков (1918 – 1978), диригент
- Асен Групче (1919 – 2002), македонски комунист и юрист
- Нели Доспевска (1915 – 1988), преводачка
- Люба Енчева (1914 – 1989), пианистка
- Агоп Кеворкян (1914 – 1978), инженер
- Нина Кираджиева (1911 – 2005), балерина
- Борис Китанов (1912 – 1996), ботаник
- Павел Манолов (1917 – 1971), певец
- Георги Несторов (1913 – 2004), геофизик
- Йордан Пеев (1919 – 1970), общественик
- Илия Пейков (1911 – 1988), художник
- Стоян Петров (1916 – 1994), музиколог
- Сийка Петрова (1914 – 1996), оперна певица
- Борислав Примов (1918 – 1984), историк
- Цветана Романска-Вранска (1914 – 1969), фолклористка
- Любомир Романски (1912 – 1989), диригент
- Петър Увалиев (1915 – 1999), изкуствовед
- Евгени Филипов (1917 – 1991), инженер
- Стефан Христов (1910 – 2002), физикохимик

### Родени от 1920 до 1929
- Магда Абазова (1923 – 2011), художничка
- Лъчезар Аврамов (1922 – 2003), политик
- Атанас Агура (1926 – 2008), архитект
- Атанас Бояджиев (1926 – 2017), композитор
- Рафаел Арие (1920 – 1988), певец
- Любен Беров (1925 – 2006), политик
- Стефана Бояджиева (р. 1923), скулптор
- Юри Буков (1923 – 2006), пианист
- Тодор Вълчев (1922 – 2020), финансист, управител на БНБ
- Маргарита Гаргова (1923 – 2004), сценарист
- Христо Данов (1922 – 2003), юрист
- Светла Даскалова (1921 – 2008), политик и министър от БЗНС
- Борис Карлов (1924 – 1964), музикант
- Боян Лечев (1926 – 2004), цигулар
- Васко Абаджиев (1926 – 1974), цигулар-виртуоз и композитор
- Георги Марков (1929 – 1978), писател
- Леда Милева (1920 – 2013), писателка
- Стоянка Мутафова (1922 – 2019), актриса
- Маргрет Николова (р. 1928), поп певица
- Тодор Панайотов (1927 – 1989), художник
- Валери Петров (1920 – 2014), писател
- Мануш Романов (1928 – 2004), общественик
- Владимир Свинтила (1926 – 1998), писател
- Ангел Солаков (1922 – 1998), политик
- Магдалина Станчева (1924 – 2014), археоложка
- Иван Станчов (р. 1929), дипломат
- Илия Темков (1923 – 2002), диригент и композитор

### Родени от 1930 до 1939
- Лиана Антонова (р. 1935), певица, актриса, писателка
- Мария Апостолова (р. 1931), художник
- Димитър Бакалов (1938 – 1993), художник
- Хачо Бояджиев (1932 – 2012), режисьор
- Морис Аладжем (1932 – 2004), музикант и композитор
- Димитър Манчев (1934 – 2009), актьор
- Божидар Абрашев (1936 – 2006), политик
- Чудомир Александров (1936 – 1998), политик
- Виктор Вълков (р. 1936), политик
- Цветана Георгиева (1937 – 2022), историк, османист
- Любен Гоцев (1930 – 2020), политик
- Златозара Гочева (1932 – 2013), археолог
- Росица Данаилова (1933 – 2018), актриса
- Александър Держански (1933 – 2015), физик
- Антон Диков, (1938 – 2004), пианист и педагог
- Анастасия Димитрова-Мозер (р. 1937), политик
- Кръстан Дянков (1933 – 1999), журналист, есеист, преводач
- Василка Иванова (1937 – 2011), певица
- Красимира Йорданова (р. 1936), дългогодишен музикален редактор в БНР, певица
- Димитър Керелезов (1938 – 2020), поет
- Иван Колев (1930 – 2005), футболист
- Стивън Констант (р. 1931), писател
- Елка Константинова (р. 1932), филолог и политик
- Никола Котков (1938 – 1971), футболист
- Стефан Кънев (1930 – 1991), композитор и педагог
- Ибро Лолов (1932 – 2015), музикант, акордеонист
- Мария Луиза Българска (р. 1933), княгиня
- Михаил Мишев (1938 – 2024), футболист
- Чудомир Начев (1936 – 2005), лекар
- Светозар Русинов (1933 – 2000), композитор и музикален педагог
- Светослав Пеев (1939 – 2024), актьор
- Стефан Попов (1930 – 2004), плувец
- Симеон Сакскобургготски (р. 1937), бивш цар и политик
- Димитър Симеонов (1932 – 2019), музикант, диригент и преподавател
- Кирил Семов (1932 – 1972), поп певец
- Кирил Серафимов (1932 – 1993), космическа физика, академик
- Йордан Соколов (1933 – 2016), политик
- Пенчо Стоянов (1931 – 2020), композитор
- Иван Спасов (1934 – 1996), композитор
- Иван Татарчев (1930 – 2008), юрист
- Цветан Тодоров (р. 1939), философ и лингвист
- Ицхак Финци (р. 1933), актьор
- Милена Цанева (р. 1930), учен литературовед, професор
- Тодор Цонев (1934 – 2004), художник карикатурист

### Родени от 1940 до 1949
- Харди (1940 – 2015), илюзионист и фокусник
- Александър Бръзицов (1943 – 2016), композитор
- Александър Йосифов (1940 – 2016), композитор, диригент и музикален педагог
- Андрей Аврамов (р. 1943), режисьор и актьор
- Веселин Кисьов (р. 1946), китарист
- Асен Агов (р. 1948), политик
- Бисер Киров (1942 – 2016), поп певец, музикант, композитор, телевизионен водещ, режисьор, продуцент и дипломат
- Борислав Грънчаров (1944 – 2017), поп певец
- Валентин Александров (1946 – 2008), политик
- Виолета Нешева (1943 – 2024), археолог
- Димитър Ценов (1941 – 1989), поет
- Дойчин Василев (р. 1944), български алпинист
- Георги Аспарухов (1943 – 1971), футболист
- Емил Басат (р. 1949), журналист и литературен критик
- Миряна Башева (1947 – 2020), поетеса
- Росен Босев (1946 – 1988), писател
- Огнян Бранков (р. 1946), лекар хирург, учен
- Петя Василева (р. 1940), лекарка
- Борислав Великов (р. 1946), политик
- Николай Волев (1946 – 2024), режисьор
- Иван Георгиев, националист
- Огнян Герджиков (р. 1946), политик
- Мария Гигова (р. 1947), гимнастичка
- Борис Гуляшки (1945 – 2007), поет
- Стефан Данаилов (1942 – 2019), актьор и политик
- Стефка Берова (р. 1942), поп певица и актриса
- Михаил Йончев (р. 1947), поп певец
- Вера Деянова (р. 1946), преводач
- Аксиния Джурова (р. 1942), филолог и изкуствовед
- Людмила Живкова (1942 – 1981), политик и обществен деятел
- Боян Иванов (1943 – 2012), поп певец
- Стефан Илиев (р. 1946), композитор
- Богдана Карадочева (р. 1949), поп певица
- Венцеслав Константинов (р. 1940), писател и преводач
- Георги Костов (1941 – 2024), композитор и политик
- Иван Костов (р. 1949), политик
- Евдокия Манева (р. 1945), политик
- Кирил Маричков (1944 – 2024), музикант
- Янко Миладинов (р. 1943), композитор и диригент
- Милан Миланов (р. 1945), политик
- Неофит Български (1945 – 2024), български патриарх
- Явор Милушев (р. 1948), актьор
- Георги Минчев (1943 – 2001), рок певец, музикант
- Михаил Неделчев (р. 1942), литературен историк, професор
- Аспарух Никодимов (р. 1945), футболист
- Виктор Пасков (1949 – 2009), писател
- Васил Попов (1942 – 1990), математик, член-кореспондент на БАН
- Муравей Радев (р. 1947), политик
- Виктор Самуилов (р. 1946), писател
- Емил Симеонов (р. 1945), поет
- Антони Славински (р. 1946), политик
- Васил Сотиров (р. 1947), писател
- Станислав Стратиев (1941 – 2000), писател
- Йосиф Сърчаджиев (р. 1945), актьор
- Йорданка Христова (р. 1943), поп певица
- Паша Христова (1946 – 1971), поп певица
- Юлия Ценова (1948 – 2010), пианистка, композитор, педагог, професор
- Чавдар Червенков (р. 1941), офицер и дипломат
- Александър Шурбанов (р. 1941), учен, писател и преводач, професор
- Димитър Якимов (р. 1941), футболист
- Огнян Николов (р. 1949), български борец, олимпийски медалист
- Филип Трифонов (1947 – 2021), актьор

### Родени от 1950 до 1959
- Александър Александров (р. 1952), политик
- Красимир Ангарски (р. 1953), финансист
- Георги Ангелов (р. 1959), юрист
- Венцислав Антонов (1955 – 2014), икономист
- Атанас Атанасов (р. 1955), актьор
- Даниела Бобева (р. 1958), политик
- Цветелина Бориславова (р. 1958), бизнесдама
- Валентин Василев (р. 1952), политик
- Мая Георгиева (р. 1955), волейболистка
- Филип Димитров (р. 1955), политик
- Антони Дончев (р. 1959), композитор
- Петър Жотев (р. 1950), политик
- Георги Ифандиев (р. 1950), журналист
- Иво Инджев (р. 1955), журналист
- Камелия Касабова (р. 1957), политик
- Владимир Колев (р. 1953), боксьор
- Иван Колев (р. 1957), футболен треньор
- Георги Марков (р. 1951), зоолог
- Маргарита Михнева (1952 – 2024), журналистка
- Младен Младенов (р. 1957), борец, олимпийски медалист
- Васил Найденов (р. 1950), поп певец и композитор
- Мая Нешкова (р. 1957), поп певица
- Волен Николаев (1954 – 2011), поет
- Радко Влайков (р. 1956), дипломат
- Соломон Паси (р. 1956), политик
- Стефан Софиянски (р. 1951), политик
- Стоян Сталев (р. 1952), юрист и дипломат
- Петър Станимиров (р. 1952), художник
- Камелия Тодорова (р. 1954), поп и джаз певица
- Катерина Евро (р. 1956), актриса и модел

### Родени от 1960 до 1969
- Ваня Кастрева (р. 1960), учител, заместник-министър на образованието и науката
- Лилия Абаджиева (р. 1966), режисьор
- Оля Ал-Ахмед (р. 1967), преводач, журналист, поет
- Албена Бакрачева (р. 1961), учен-филолог и преводач, професор
- Яна Букова (р. 1968), писателка
- Даниел Вачков (р. 1964), историк
- Борис Велчев (р. 1962), юрист
- Милен Велчев (р. 1966), политик
- Даниела Георгиева (р. 1969), лекоатлетка
- Любен Дилов (син) (р. 1964), политик
- Кристина Димитрова (р. 1960), певица
- Теодора Димова (р. 1960), писателка
- Васил Иванов - Лучано (р. 1964), политик
- Николай Илиев (р. 1964), футболист
- Божидар Искренов (р. 1962), футболист
- Росица Кирилова (р. 1963), певица
- Стефан Командарев (р. 1966), режисьор
- Емил Костадинов (р. 1967), футболист
- Огнян Кьосовски (р. 1969), барабанист
- Алеко Кюркчиев (р. 1960), политик
- Бойко Ламбовски (р. 1960), поет
- Борислав Михайлов (р. 1963), футболист
- Надежда Михайлова (р. 1962), политик
- Ивайло Нинов (р. 1960), карикатурист
- Васил Пармаков (1961 – 2016), музикант
- Васил Петров (р. 1964), джаз и поп певец, композитор и художник
- Алек Попов (1966 – 2024), писател
- Елин Рахнев (р. 1968), писател
- Дани Милев (р. 1968), композитор, музикант, певец и текстописец
- Рахмат Софиади (р. 1965), борец
- Николай Теллалов (р. 1967), писател
- Георги Христов (р. 1964), певец
- Димитър Цанчев (р. 1966), дипломат
- Павел Чернев (1969 – 2016), адвокат и политик
- Емил Чупренски (р. 1960), боксьор
- Петър Чухов (р. 1961), писател
- Христо Шопов (р. 1964), актьор
- Любомир Юруков (р. 1961), историк, колекционер, издател на сп. „Минало“

### Родени от 1970 до 1979
- Адриана Брънчева (р. 1972), политик
- Александра Василева (р. 1978), актриса
- Антоанета Стефанова (р. 1979), шахматистка
- Борис Вардев (р. 1976), политик
- Борислав Цеков (р. 1972), политик
- Весела Казакова (р. 1977), киноактриса
- Владимир Иванов (р. 1973), футболист
- Владимир Ненов (р. 1977), кинорежисьор
- Георги Пеев (р. 1979), футболист
- Георги Стоев (1973 – 2008), писател, борец против мафията в България
- Даниела Стоичкова (р. 1973), българска народна певица и преподавателка
- Димитър Иванков (р. 1975), футболист
- Евгения Раданова (р. 1977), спортистка
- Елена Алексиева (р. 1975), писателка
- Елена Атанасова (р. 1977), филмова и театрална актриса
- Елена Емануилова (р. 1978), писателка
- Ивайло Габровски (р. 1978), колоездач
- Ивайло Гаврилов (р. 1970), волейболист
- Иван Попов (р. 1970), писател
- Кирил Вълчев (р. 1973), юрист и журналист
- Константин (р. 1976), попфолк певец
- Мартин Любенов (р. 1976), музикант
- Миа Николова (р. 1975), поетеса
- Орлин Павлов (р. 1979), певец и актьор
- Петър Харалампиев (р. 1972), български политик
- Петя Янчулова (р. 1978), волейболистка
- Радан Кънев (р. 1975), адвокат и политик, председател на партия ДСБ
- Румяна Нейкова (р. 1973), гребкиня
- Силвия Трендафилова (р. 1976), журналистка от телевизия СКАТ
- Станислава Армутлиева (р. 1971), продуцент, председател на Управителния съвет на БАМП
- Стефан Митров (р. 1973), поп певец
- Стойко Сакалиев (р. 1979), футболист
- Христо Живков (р. 1975), актьор
- Цветелина Янчулова (р. 1975), волейболистка
- Ясен Атанасов (р. 1971), писател
- Виктор Ангелов (р. 1973), шеф готвач, тв водещ

### Родени след 1980
- Александър Александров (р. 1990), гребец
- Иван Бандаловски (р. 1986), футболист
- Александър Бранеков (р. 1987), футболист
- Антон Вергилов (р. 1985), футболист
- Павел Виданов (р. 1988), футболист
- Кирил Въжаров (1988 – 2009), хокеист
- Поли Генова (р. 1987), певица
- Благой Георгиев (р. 1981), футболист
- Борис Георгиев (р. 1982), боксьор
- Даниел Георгиев (р. 1982), футболист
- Румен Горанов (р. 1984), футболист
- Емил Гъргоров (р. 1981), футболист
- Петър Дилов (р. 1984), политик
- Нина Добрев (р. 1989), актриса
- Рут Колева (р. 1990), певица
- Крум (р. 1986), певец
- Ивет Лалова (р. 1984), лекоатлетка
- Александър Младенов (р. 1982), футболист
- Ева Майдел (р. 1986), политик
- Васил Попов (р. 1990), писател
- Кристина Рангелова (р. 1985), гимнастичка
- Димитър Стоянов (р. 1983), политик
- Александър Шпатов (р. 1985), писател
- Станислав Яневски (р. 1985), актьор
- Ромина Андонова (р. 1988), биолог и манекенка

### Македоно-одрински опълченци от София
- Божко Аврамов, 37-годишен, зарзаватчия, II отделение, 2 рота на 13 кукушка дружина[30]
- Борис Петров Алексиев (Алексов), 19-годишен, обущар, IV отделение, Инженерно-техническа част, 3 рота на 7 кумановска дружина[31]
- Велин Алексов, 42-годишен, литограф, I клас, 1 и 2 рота на 7 кумановска дружина, убит на 21 февруари 1913 година[32]
- Георги Алексиев, музикантска команда на 2 скопска дружина, 11 сярска дружина, сребърен медал[31]
- Георги Алексиев, 19-годишен, работник, III клас, 3 рота на 10 прилепска дружина[31]
- Георги Андреев, четата на Георги Занков, носител на бронзов медал[33]
- Кирил П. Анатков, 19-годишен, 3 рота на 4 битолска дружина, безследно изчезнал на 2 ноември 1912 г.[34]

## Починали в София

### Починали преди 1900
- Трайко Китанчев (1858 – 1895), революционер
- Йосиф Ковачев (1839 – 1898), педагог
- Васил Левски (1837 – 1873), революционер
- Мария-Луиза Бурбон-Пармска (1870 – 1899), първата българска княгиня, съпруга на княз Фердинанд I
- Светослав Миларов-Сапунов (1850 – 1892), писател и публицист
- Никола Михайловски (1818 – 1892), общественик
- Христо Попконстантинов (1858 – 1899), писател
- Васил Попович (1833 – 1897), писател
- Петко Славейков (1827 – 1895), писател и политик
- Стефан Стамболов (1854 – 1895), политик
- Христо Стоянов (1842 – 1895), юрист и политик
- Никола Сукнаров (1848 – 1894), политик

### Починали от 1900 до 1909
- Иван Белинов (1859 – 1902), политик
- Найден Бенев (1857 – 1909), политик
- Тодор Бурмов (1834 – 1906), политик
- Димитър Греков (1847 – 1901), политик
- Васил Друмев (1841 – 1901), писател и политик
- Юрдан Иванов (1862 – 1907), публицист и историк
- Петко Каравелов (1843 – 1903), политик
- Васил Кънчов (1862 – 1902), географ
- Тодор Пеев (1842 – 1904), политик
- Димитър Петков (1858 – 1907), политик
- Димитър Попов (1855 – 1909), политик
- Иван Славейков (1853 – 1901), просветен деец
- Константин Стоилов (1853 – 1901), политик
- Георги Странски (1847 – 1904), политик
- Киро Тушлеков (1846 – 1904), печатар
- Илия Цанов (1835 – 1901), политик

### Починали от 1910 до 1919
- Авксентий Битолски (1850 – 1919), духовник
- Георги Агура (1853 – 1915), офицер
- Герасим Струмишки (1860 – 1918), духовник
- Никола Астарджиев (1850 – 1913), революционер
- Никола Шурбанов (1833 – 1915), български търговец
- Антон Безеншек (1854 – 1915), езиковед
- Димитър Бояджиев (1880 – 1911), поет
- Харитон Генадиев (1861 – 1914), публицист и преводач
- Михалаки Георгиев (1854 – 1916), писател
- Спиро Гулабчев (1856 – 1918), общественик
- Иван Гюзелев (1844 – 1916), просветен деец
- Иван Константинов (ок. 1850 – 1917), иконописец
- Петър Данчов (1857 – 1913), юрист
- Иван Йончев (1884 – 1918), поет
- Йосиф I Български, (1840 – 1915) български екзарх
- Лора Каравелова (?-1913), съпруга на Пейо Яворов
- Кръстьо Кръстев (1866 – 1919), литературен критик
- Нестор Марков (1836 – 1916), просветен деец
- Димитър Моллов (1845 – 1914), политик
- Лазар Паяков (1860 – 1917), политик
- Райна Княгиня (1856 – 1917), революционерка
- Васил Стоянов (1839 – 1910), филолог
- Драган Цанков (1828 – 1911), политик
- Пейо Яворов (1878 – 1914), поет

### Починали от 1920 до 1929
- Жечо Бакалов (? – 1921), политик
- Марко Балабанов (1837 – 1921), политик
- Джеймс Баучер (1850 – 1920), британски журналист
- Димитър Благоев (1856 – 1924), политик
- Иван Вазов (1850 – 1921), писател
- Никола Генадиев (1868 – 1923), политик
- Иван Евстатиев Гешов (1849 – 1924), политик
- Александър Греков (1884 – 1922), политик
- Христо Занков (1853 – 1926), политик
- Кръстю Златарев (1864 – 1925), офицер
- Екатерина Златарева (1868 – 1927), актриса
- Райчо Каролев (1846 – 1928), просветен деец
- Коста Кехайов (1888 – 1926), кмет на Бургас
- Ана Маймункова (? – 1925), политик
- Христо Матов (1872 – 1922), революционер
- Гео Милев (1895 – 1925), поет
- Иван Милев (1897 – 1927), художник
- Борис Михайлов (1868 – 1921), художник
- Стоян Михайловски (1856 – 1927), писател
- Калин Найденов (1865 – 1925), офицер
- Григор Начович (1845 – 1920), политик и дипломат
- Стефан Паприков (1858 – 1920), офицер и дипломат
- Боян Пенев (1882 – 1927), филолог
- Гьорче Петров (1865 – 1921), революционер
- Никола Петров (1873 – 1925), борец
- Стефан Попов (1846 – 1920), актьор и режисьор
- Михаил Поповилиев (1873 – 1928), юрист
- Александър Протогеров (1867 – 1928), офицер
- Иван Салабашев (1853 – 1924), политик
- Михаил Сарафов (1854 – 1924), политик
- Христо Смирненски (1898 – 1923), поет
- Петър Стайков (1859 – 1926), политик
- Янко Стоянчов (1881 – 1937), политик
- Георги Тишев (1848 – 1926), политик
- Фратьо Фратев (1876 – 1920), актьор
- Цанко Церковски (1869 – 1926), писател
- Беньо Цонев (1863 – 1926), езиковед
- Петър Янев (1886 – 1925), политик
- Асен Маринчов Петров (1862 – 1920), родоначалник на модерната хирургия в България
- Елена Радева-Петрова (1876 – 1926), филолог, учредителка и първа председателка на Дружеството на българките с висше образование

### Починали от 1930 до 1939
- Стоян Аргиров (1870 – 1939), филолог
- Георги Баласчев (1869 – 1936), историк
- Горазд (1872 – 1935), църковен деец
- Мара Белчева (1868 – 1937), поетеса
- Богомил Берон (1866 – 1936), лекар
- Никола Бобчев (1863 – 1938), филолог
- Климент Бояджиев (1861 – 1933), офицер
- Макарий Неврокопски (1876 – 1934), неврокопски митрополит
- Иван Димитриев Гешов (1854 – 1934), политик
- Петър Гудев (1862 – 1932), политик
- Теодор Гълъбов (1870 – 1935), стенограф
- Васил Златарски (1866 – 1935), историк
- Анастас Иширков (1868 – 1937), географ
- Стилиян Ковачев (1860 – 1939), офицер
- Андрей Ляпчев (1866 – 1933), политик
- Александър Малинов (1867 – 1938), политик
- Владимир Моллов (1873 – 1935), юрист и политик
- Никифор Никифоров (1858 – 1935), офицер
- Стефан Панаретов (1853 – 1931), дипломат
- Никола Парапанов (1874 – 1937), български военен деец
- Петър Пешев (1858 – 1931), политик
- Тома Пожарлиев (1870 – 1938), български революционер
- Евтим Спространов (1868 – 1931), просветен деец
- Константин Томов (1888 – 1935), политик
- Иван Фичев (1860 – 1931), офицер
- Христофор Хесапчиев (1858 – 1938), офицер
- Петър Мидилев (1875 – 1939), офицер и политик
- Йордан Качаков (1885 – 1934), политик
- Христо Попов (1862 – 1933), политик
- Петър Абрашев (1866 – 1930), политик
- Георги Каназирски (1884 – 1930), кмет на Бургас

### Починали от 1940 до 1944
- Георги Абаджиев (1859 – 1940), офицер
- Васил Антевски (1904 – 1942), югославски партизанин и деец на НОВМ
- Стефан Бобчев (1853 – 1940), политик
- Цар Борис III (1894 – 1943)
- Никола Вапцаров (1909 – 1942), поет
- Григор Василев (1883 – 1942), политик
- Тодор Влайков (1865 – 1943), писател
- Пенчо Георгиев (1900 – 1940), художник
- Петър Дънов (1864 – 1944), проповедник
- Никола Иванов (1861 – 1940), офицер
- Тодор Кулев (1878 – 1942), политик
- Христо Луков (1888 – 1943), офицер и политик
- Михаил Маджаров (1854 – 1944), политик
- Рашко Маджаров (1874 – 1943) – политик и министър
- Никола Мушмов (1869 – 1942), нумизмат
- Никола Начов (1859 – 1940), академик
- Коле Неделковски (1912 – 1941), македонски поет
- Христо Обрешков (1907 – 1944), цигулар и педагог
- Константин Панайодов (1866 – 1944), политик
- Иван Пожарлиев, (1868 – 1943), офицер и революционер
- Борис Пожаров (1866 – 1942), актьор
- Антон Попов (1915 – 1942), журналист
- Рафаил Попов (1876 – 1940), историк, археолог, палеонтолог и спелеолог
- Сава Савов (1864 – 1940), офицер
- Янко Сакъзов (1860 – 1941), политик
- Сирак Скитник (1883 – 1943), писател
- Станимир Станимиров (1858 – 1943), просветен деец, църковен историк
- Димитър Станчов (1863 – 1940), дипломат
- Стоил Стоилов (1893 – 1944), режисьор, актьор и театрален деец
- Андрей Тошев (1867 – 1944), дипломат
- Марко Турлаков (1872 – 1940), политик
- Добри Христов (1875 – 1941), композитор
- Кирил Христов (1875 – 1944), писател
- Сотир Янев (1891 – 1943), политик

### Починали от 1945 до 1949
- Стамен Григоров (1878 – 1945), биолог, откривател на българския лактобацил
- Павел Груев (1879 – 1945), юрист
- Стоян Данев (1858 – 1949), политик
- Първан Драганов (1890 – 1945), офицер и политик
- Георги Занков (1886 – 1949), революционер
- Пенчо Златев (1883 – 1948), офицер
- Борис Йоцов (1894 – 1945), филолог и политик
- Стефан Киров (1861 – 1948), юрист
- Любен Коларов (1894 – 1946), политик
- Дончо Костов (1897 – 1949), биолог
- Анастас Лозанчев (1870 – 1945), революционер
- Никола Маринов (1879 – 1948), художник
- Янаки Моллов (1882 – 1948), политик
- Константин Партов (1893 – 1945), политик
- Велизар Пеев-син (1891 – 1949), предприемач
- Елин Пелин (1877 – 1949), писател
- Султана Рачо Петрова (1869 – 1946), общественичка и мемоаристка
- Роза Попова (1879 – 1949), актриса и режисьорка
- Кирил Преславски (1895 – 1945), княз
- Александър Радолов (1883 – 1945), политик
- Георги Райчев (1882 – 1947), писател
- Людмила Славова (1913 – 1948), политик
- Александър Сталийски (1893 – 1945), политик
- Теодор Траянов (1882 – 1945), писател
- Григор Чешмеджиев (1879 – 1945), политик

### Починали от 1950 до 1959
- Александър Огнянов (1884 – 1953), политик
- Александър Теодоров-Балан (1859 – 1959), филолог
- Андрей Протич (1875 – 1959), изкуствовед
- Асен Белковски (1879 – 1957), художник
- Благой Иванов (1898 – 1951), политик от БКП
- Васил Коларов (1877 – 1950), политик
- Владимир Поптомов (1890 – 1952), политик
- Георги Богровски (1885 – 1958), политик
- Георги Бончев (1866 – 1955), геолог
- Иван Странски (1886 – 1959), почвовед
- Йосиф Фаденхехт (1873 – 1953), юрист и политик
- Константин Константинов (1903 – 1955), учен музиколог, професор
- Константин Станишев (1877 – 1957), лекар и политик
- Любомир Стоенчев (1876 – 1952), военен, подполковник и революционер, деец на ВМОРО и ВМОК
- Никола Ганушев (1889 – 1958), художник
- Никола Мушанов (1872 – 1951), политик
- Николай Райнов (1889 – 1954), писател
- Петър Джидров (1876 – 1952), политик
- Ран Босилек (1886 – 1958), писател
- Рачо Ангелов (1873 – 1956), лекар и политик
- Сребрен Поппетров (1869 – 1950), революционер и обществен деец
- Стефан Гевгалов (1882 – 1956), просветен деец
- Тачо Хаджистоенчев (1887 – 1952), революционер, деец на ВМОРО
- Христо Попов (1858 – 1951), офицер и политик
- Христо Тошев (1873 – 1950), революционер, деец на ВМОРО
- Цвятко Бобошевски (1884 – 1952), политик
- Чавдар Мутафов (1889 – 1954), писател
- Янко Анастасов (1892 – 1958), художник

### Починали от 1960 до 1969
- Георги Апостолов (1891 – 1967), архитект
- Недялко Атанасов (1881 – 1960), политик
- Никола Балабанов (1893 – 1966), литературен и театрален критик
- Александър Божинов (1878 – 1968), художник
- Калин Бояджиев (1905 – 1968), архитект
- Тодор Владигеров (1898 – 1967), политикономист, професор, член-кореспондент
- Димитър Върбенов (1884 – 1961), политик
- Венелин Ганев (1880 – 1966), юрист и политик
- Иван-Асен Георгиев (1907 – 1964), дипломат и шпионин
- Кимон Георгиев (1882 – 1969), политик
- Владимир Димитров - Майстора (1882 – 1960), художник
- Димитър Дюлгеров (1890 – 1966), богослов
- Ангел Карагьозов (1875 – 1961), политик
- Владимир Каракашов (1877 – 1966), финансист
- Николай Лилиев (1885 – 1960), поет
- Коста Лулчев (1882 – 1965), политик
- Константин Матов (1899 – 1968), лекар
- Светослав Минков (1902 – 1966), писател
- Стефан Младенов (1880 – 1963), езиковед
- Константин Муравиев (1893 – 1965), политик
- Никола Обрешков (1896 – 1963), математик
- Кирил Попов (1880 – 1966), математик
- Симеон Радев (1879 – 1967), дипломат, писател
- Иван Радославов (1881 – 1969), литературен критик
- Теодора Райкова-Ковачева (1893 – 1963), химичка
- Петър Сърбински (1915 – 1961), политик
- Димитър Талев (1898 – 1966), писател
- Николай Фол (1898 – 1969), писател и режисьор
- Веселин Ханчев (1919 – 1966), писател
- Ценко Цветанов (1904 – 1960), писател и библиограф

### Починали от 1970 до 1979
- Зорка Йорданова (1904 – 1970), актриса
- Гюрга Пинджурова (1895 – 1971), народна и оперна певица
- Иван Алтънов (1892 – 1972), юрист и дипломат
- Методи Андонов (1932 – 1974), режисьор
- Любомир Андрейчин (1910 – 1975), езиковед
- Михаил Арнаудов (1878 – 1978), филолог
- Мита Стойчева (1909 – 1976), народна певица
- Димитър Атанасов (1894 – 1973), агроном
- Иван Батаклиев (1891 – 1979), географ, историк, геополитик
- Иван Башев (1916 – 1971), политик
- Ценко Бояджиев (1902 – 1972), художник
- Георги Брадистилов (1904 – 1977), математик, член-кореспондент на БАН
- Александър Вазов (1900 – 1972), режисьор
- Христо Вакарелски (1896 – 1979), етнограф
- Евгений Ващенко (1887 – 1979), руски художник
- Васил Гендов (1891 – 1970), актьор и режисьор
- Атанас Далчев (1904 – 1978), поет
- Любен Диков (1895 – 1973), български политик
- Вергил Димов (1901 – 1979), политик
- Анастас Дудулов (1892 – 1971), български скулптор
- Калина Малина (1898 – 1979), писателка
- Александър Миленков (1882 – 1971), художник
- Ангел Каралийчев (1902 – 1972), писател
- Апостол Карамитев (1923 – 1973), актьор
- Екатерина Ванкова (1915 – 1976), певица
- Кирил (1901 – 1971), патриарх
- Олга Кирчева (1903 – 1978), актриса
- Богдан Ковачев (1924 – 1978), хореограф
- Крум Колев (1890 – 1970), офицер
- Константин Константинов (1890 – 1970), писател
- Георги Кулишев (1885 – 1974), политик
- Цанко Лавренов (1896 – 1978), художник
- Аспарух Лешников (1897 – 1978), певец
- Павел Метеоров (1900 – 1977), скулптор
- Никола Недев (1886 – 1970), офицер и политик
- Апостол Николаев-Струмски (1886 – 1971), композитор
- Александър Оббов (1887 – 1975), политик
- Лазар Парашкеванов (1890 – 1977), архитект
- Илия Петров (1903 – 1975), художник, професор
- Димитър Пешев (1894 – 1973), политик
- Кирил Семов (1932 – 1972), поп певец
- Ангел Сладкаров (1892 – 1977), оперетен артист и режисьор
- Иван Снегаров (1883 – 1971), историк
- Петко Стайнов (1890 – 1972), юрист и политик
- Петко Стайнов (1896 – 1977), композитор
- Иван Стаменов (1893 – 1976), дипломат
- Васил Стоилов (1904 – 1974), художник
- Людмил Стоянов (1886 – 1973), филолог
- Георги Трайков (1898 – 1975), политик
- Йосиф Цанков (1911 – 1971), композитор
- Найден Шейтанов (1890 – 1970), философ и есеист
- Яна Язова (1912 – 1974), писателка
- Паша Христова (1946 – 1971), поп певица
- Кръстьо Стойчев (1910 – 1975) партизанин и деец на ВМРО (обединена)
- Димитър Гилин (1899 – 1975), български партизанин и военен
- Руси Русев (1896 – 1979), политик
- Константин Йосифов (1893 – 1977), инженер

### Починали от 1980 до 1989
- Асен Василиев (1900 – 1981), изкуствовед
- Григор Вачков (1932 – 1980), артист
- Стоян Венев (1904 – 1989), художник
- Дора Габе (1886 – 1983), поетеса
- Митко Григоров (1920 – 1987), политик от БКП
- Константин Гълъбов (1892 – 1980), учен филолог, професор
- Моше Дворецки (1922 – 1988), актьор
- Георги Дзивгов (1903 – 1986), преводач
- Дико Диков (1910 – 1985), офицер и политик
- Петър Димков (1886 – 1981), офицер и лечител
- Людмила Живкова (1942 – 1981), политик и обществен деятел
- Денчо Знеполски (1920 – 1989), български партизанин
- Дико Илиев (1898 – 1984), композитор
- Д-р Христо Генчев (1900 – 1986), лекар паразитолог
- Стефан Илчев (1898 – 1983), езиковед
- Димо Казасов (1886 – 1980), политик
- Ради Найденов (1895 – 1985), политик от БЗНС, министър
- Христо Коджабашев (1888 – 1981), актьор
- Евгени Константинов (1923 – 1986), писател
- Емил Коралов (1906 – 1986), писател
- Карло Луканов (1897 – 1982), политик
- Венко Марковски (1915 – 1988), писател
- Мистер Сенко (1905 – 1987), илюзионист
- Димитър Осинин (1891 – 1981), писател
- Станислав Сивриев (1924 – 1989), писател и партизанин
- Димитър Стоянов (1908 – 1988), политик от БКП, училищен инспектор
- Петър Панчевски (1902 – 1982), офицер
- Георги Парцалев (1925 – 1989), актьор
- Шакир Пашов (1898 – 1981), политик
- Марин Петров (1904 – 1981), професор д-р, хирург
- Пеньо Русев (1919 – 1982), писател
- Екатерина Савова-Ненова (1901 – 1980), художничка
- Иван Стефанов (1899 – 1980), икономист и политик
- Димитър Стоевски (1902 – 1981), писател и преводач
- Петър Танчев (1920 – 1992), политик
- Дечко Узунов (1899 – 1986), художник
- Вълко Червенков (1900 – 1980), политик

### Починали от 1990 до 1999
- Младен Исаев (1907 – 1991), партизанин и поет
- Людмила Исаева (1926 – 1991), поетеса
- Стефан Кънев (1930 – 1991), композитор и педагог
- Чудомир Александров (1936 – 1998), политик
- Елисавета Багряна (1893 – 1991), поетеса
- Петър Балевски (1933 – 1997), политик
- Веселин Бешевлиев (1900 – 1992), историк и филолог
- Петър Бобев (1914 – 1997), писател
- Ванга (1911 – 1996), пророчица
- Петър Величков (1940 – 1993), футболист
- Атанас Комшев (1959 – 1994), борец, олимпийски шампион
- Илия Кожухаров (1893 – 1994), политик
- Асен Босев (1913 – 1997), писател
- Георги Георгиев – Гец (1926 – 1996), актьор
- Николай Добрев (1947 – 1999), политик
- Славчо Донков (1942 – 1997), писател и поет
- Цола Драгойчева (1898 – 1993), политик
- Кръстан Дянков (1933 – 1999), журналист, есеист, преводач
- Тодор Живков (1911 – 1998), политик
- Андрей Луканов (1938 – 1996), политик
- Атанас Маргаритов (1912 – 1998), диригент
- Иван Мартинов (1912 – 1991), писател
- Атанас Натев (1929 – 1998), философ и изкуствовед, професор
- Камен Попдимитров (1904 – 1992), цигулар, музикален педагог, професор
- Иван Пръмов (1921 – 1992), политик
- Владимир Свинтила (1926 – 1998), писател
- Димитър Стоянов (1928 – 1999), политик
- Рашко Сугарев (1941 – 1995), писател
- Станко Тодоров (1920 – 1996), политик
- Гриша Филипов (1919 – 1994), политик
- Руси Христозов (1914 – 1990), политик
- Георги Цанков (1913 – 1990), политик
- Цанчо Цанчев (1937 – 1999), кинооператор
- Андрей Чапразов (1920 – 1999), актьор
- Антон Югов (1904 – 1991), политик
- Димитър Методиев (1922 – 1995), партизанин и поет
- Димитър Вълчев (1929 – 1995), композитор
- Демир Янев (1910 – 1992), партизанин и политик от БКП
- Георги Найденов (1927 – 1998), партизанин и банкер
- Петър Танчев (1920 – 1992) – политик от БЗНС
- Пимен Неврокопски (1906 – 1999), неврокопски митрополит
- Михаил Витанов (1944 – 1998), актьор
- Иван Пановски (1921 – 1998), народен певец

### Починали от 2000 до 2009
- Вълкана Стоянова (1922 – 2009), народна певица
- Георги Кордов (1934 – 2006), поп певец, композитор и педагог
- Жак Моше Авдала (1927 – 2000), сценограф и живописец
- Йорданка Илиева (1922 – 2003), народна певица
- Лъчезар Аврамов (1922 – 2003), политик
- Морис Аладжем (1932 – 2004), музикант и композитор
- Венцеслав Андрейчев (1941 – 2001), физик
- Кирил Въжаров (1988 – 2009), хокеист
- Маргарита Гаргова (1923 – 2004), сценарист
- Никола Ганчев (1919 – 2001), кавалджия
- Николай Генчев (1931 – 2000), историк
- Николай Бинев (1934 – 2003), актьор
- Рангел Геровски (1959 – 2004), състезател по борба
- Стефан Гечев (1912 – 2000), поет
- Христо Данов (1922 – 2003), юрист
- Крум Дерменджиев (1916 – 2005), скулптор
- Добри Джуров (1916 – 2002), политик
- Емил Димитров (1940 – 2005), поп певец и композитор
- Блага Димитрова (1922 – 2003), писателка
- Светозар Русинов (1933 – 2000), композитор и музикален педагог
- Стефан Кожухаров (1934 – 2000), филолог
- Невена Коканова (1938 – 2000), актриса
- Емил Кюлев (1957 – 2005), банкер
- Боян Лечев (1926 – 2004), цигулар
- Павел Матев (1924 – 2006), поет и общественик
- Димитър Манчев (1934 – 2009), актьор
- Георги Минчев (1943 – 2001), музикант и певец
- Димитър Мишев (1933 – 2003), инженер
- Борис Ненов (1921 – 2000), художник
- Жана Николова-Гълъбова (1908 – 2009), учен филолог, есеист, лексикограф
- Йосиф Петров (1909 – 2004), поет, доайен на ВНС
- Иван Пръмов (1921 – 2005), български партизанин и политик от БКП
- Въло Радев (1923 – 2001), кинорежисьор
- Йордан Радичков (1929 – 2004), писател
- Руслан Райчев (1919 – 2006), диригент
- Радой Ралин (1923 – 2004), писател
- Генчо Стоев (1925 – 2002), писател
- Тодор Цонев (1934 – 2004), художник карикатурист
- Георги Чанков (1909 – 2004), партизанин и политик от БКП
- Киркор Азарян (1934 – 2009), актьор, режисьор и педагог

### Починали от 2010 до 2019
- Никола Анастасов (1932 – 2016), актьор и писател
- Иван Божилов (1940 – 2016), историк
- Хачо Бояджиев (1932 – 2012), режисьор
- Александър Бръзицов (1943 – 2016), композитор
- Михаил Букурещлиев (1930 – 2018), композитор, музикант и фолклорист
- Домна Ганева (1935 – 2012), актриса
- Асен Гаргов (1949 – 2017), поп певец, музикант и композитор
- Виолета Гиндева (1946 – 2019), актриса
- Борислав Грънчаров (1944 – 2017), поп певец
- Борис Гуджунов (1941 – 2015), поп певец
- Стефан Данаилов (1942 – 2019), актьор и политик
- Росица Данаилова (1933 – 2018), актриса
- Евтим Евтимов (1933 – 2016), поет, автор на текстовете на много песни от българската поп музиката
- Василка Иванова (1937 – 2011), певица
- Александър Йосифов (1940 – 2016), композитор, диригент и музикален педагог
- Георги Калоянчев (1925 – 2012), актьор
- Тодор Колев (1939 – 2013), актьор
- Велко Кънев (1948 – 2011), актьор
- Иван Ласкин (1970 – 2019), театрален и филмов актьор
- Ибро Лолов (1932 – 2015), акордеонист
- Максим Български (1914 – 2012), български патриарх
- Дирайр Мардикян (1930 – 2010), духовник
- Леда Милева (1920 – 2013), писателка
- Романьола Мирославова (1953 – 2016), поетеса
- Стоянка Мутафова (1922 – 2019), актриса
- Анастас Наумов (1928 – 2015), композитор и фолклорист
- Васил Пармаков (1961 – 2016), музикант
- Валери Петров (1920 – 2014), поет
- Димитър Попов (1927 – 2015), министър-председател на Република България
- Петко Радев (1933 – 2017), кларинетист и музикален педагог
- Любка Рондова (1936 – 2016), народна певица и преводачка
- Тончо Русев (1932 – 2018), музикант и композитор
- Димитър Симеонов (1932 – 2019), музикант, диригент и преподавател
- Трайчо Синапов (1942 – 2014), акордеонист
- Кръстьо Станишев (1933 – 2019), поет и преводач
- Магдалина Станчева (1924 – 2014), археоложка
- Манол Тодоров (1925 – 2019), музикант, фолклорист и музикален педагог
- Невена Тошева (1922 – 2013), режисьор
- Катя Филипова (1949 – 2012), поп певица
- Крикор Хугасян (1928 – 2011), актьор
- Коста Цонев (1929 – 2012), актьор
- Вели Чаушев (1934 – 2018), актьор
- Павел Чернев (1969 – 2016), адвокат и политик

### Починали от 2020 до 2029
- Стефан Абаджиев – Теко (1934 – 2024), футболист
- Стоян Борисов (1950 – 2021), народен певец
- Димка Владимирова (1935 – 2027), певица
- Мила Власковска (1948 – 2024), лекарка
- Иван Гарелов (1943 – 2024), телевизионен водещ
- Крум Георгиев (1958 – 2024), шахматист
- Стайка Гьокова (1930 – 2021), народна певица
- Николай Волев (1946 – 2024), режисьор
- Николай Ишков (1962 – 2024), актьор
- Михаил Мишев (1938 – 2024), футболист
- Неофит Български (1945 – 2024), български патриарх
- Светослав Пеев (1939 – 2024), актьор
- Петър Петров (1924 – 2024), историк
- Маргарита Радинска (1945 – 2024), певица
- Райна Томова (1940 – 2024), сценаристка
- Тошо Тошев (1942 – 2023), журналист
- Ирина Чмихова (1930 – 2020), певица и музикална педагожка

## Други личности, свързани със София

### До 1878 г.
- Мехмет Садетин (Ходжа Садеддин) (1536 – 1599): Завземане на София от османлиите. (Списание Сердика, бг 1 – 2, 1942 г. с. 90, превод от Tacüttervarih, 1, 1862/63, 102 с.). Описва завземането на София от османлиите чрез предателството на приближен на владетеля на София, който бива издебнат и отвлечен в Пловдив при началника на османската войска Балабан бей.
- Антон Бранчич – описва в есе София (около 1553 – 1567 г.). (Немски и австрийски пътеписи за Балканите. XV-XVI век, Наука и Изкуство, 1979 г. с. 185)
- Хаджи Калфа (Мустафа бен Абдала) – османски пътешественик. Описва българските селища вкл. София (приблизително между 1629 – 1658). Първи превод Rumeli und Bosna geographisch beschrieben (1812, Виена).
- Християн фон Валсдорф: описва София в пътеписите си от 1661 г. (Град София през XVII век, Царска придворна печатница, София 1912, с. 82)
- Жером-Адолф Бланки (1798 – 1854): Описва преживяванията си в София в София през година 1841. (Пътуване из България през 1841 година)

### До 1913 г.
- Александър I Батенберг (1857 – 1893), първият княз на България след Освобождението, участвал в Съединението
- Мария фон Батенберг (1852 – 1923), немска принцеса, сестра на княз Александър I Батенберг. Описва София в есето си На посещение при брат ми Александър, княз на България (Моето пътуване в България през 1884 година. Дармщадт, 1886 г., 89 – 95, 106 – 108 стр).
- Пьотр Алабин (1824 – 1896), руски общественик, губернатор на града през 1878 – 1879
- Константин Батолов (1878 – 1938), политик, живее в града от 1899 г.
- Фридрих Грюнангер (1856 – 1929), австрийски архитект, работи в града в края на 19 и началото на 20 век
- Димчо Дебелянов (1887 – 1916), поет, живее в града през 1904 – 1912
- Тодор Иванчов (1858 – 1905), политик, живее в града от 1883 г.
- Павел Милюков (1859 – 1943), руски политик, перподава история на културата през 1897 – 1898
- Рачо Петров (1861 – 1942), офицер и политик, живее в града след 1878 г.
- Пенчо Славейков (1866 – 1912), поет, живее в града през 1879 – 1881 и след 1884 г.
- Артър Смит (журналист) (1887 – 1945), американски журналист, защитник на революционната борба на българите в Македония и Одринско. Описва София в есе в издадената през 1908 година „Спомени от Македония“.
- Порфирий Стаматов (1840 – 1925), юрист, живее в града през 1880 – 1886
- Захари Стоянов (1850 – 1889), писател, живее в града след 1886 г.

### До 1945 г.
- Фердинанд (1861 – 1948), княз и цар на българите, извоювал Българската независимост
- Клементина Бурбон-Орлеанска (1817 – 1907), майка на цар Фердинанд I
- Елеонора фон Ройс-Кьостриц (1860 – 1917), българска царица, втора съпруга на цар Фердинанд I
- Мария Луиза Българска (1933), българска княгиня, дъщеря на цар Борис III и царица Йоанна Българска
- Иван Багрянов (1881 – 1945), политик, живее в града от началото на 20 век
- Добри Божилов (1884 – 1945), политик, живее в града от 1902 г.
- Димитър Влахов (1878 – 1953), македонски политик, завършва химия през 1903 г.
- Александър Вутимски (1919 – 1943), поет, живее в града през 1929 – 1939
- Иван Вълков (1875 – 1962), офицер и политик, завършва Военно училище през 1896 г.
- Владимир Балан (1895 – 1944), летец и авиоинженер
- Петър Габровски (1898 – 1945), политик, живее в града след 1918 г.
- Димитър Димов (1909 – 1966), писател, живее в града от 1919 г.
- Емануил Иванов (1857 – 1925), математик, живее в града през 1885 – 1923
- Йоан XXIII (1885 – 1963), папа, посланик на Ватикана през 1925 – 1935
- Йордан Йовков (1880 – 1937), писател, живее в града през 1895 – 1904 и 1927 – 1937
- Никодим Кондаков (1844 – 1925), руски византинист, преподава средновековно изкуство през 1920 – 1922
- Николай Кьостнер (1889 – 1959), естонски политик и икономист, работи в града през 1932 – 1940
- Андре Мот (1887 – ?), белгийски дипломат, работи в града през 1909 – 1913, 1918 – 1920, 1936 – 1941, 1946 – 1947
- Иван Мърквичка (1856 – 1938), художник, живее в града след 1889 г.
- Кръстьо Пастухов (1874 – 1949), политик, живее в града през 1923 – 1946
- Теодор Теодоров (1859 – 1924), политик, живее в града от края на 19 век
- Богдан Филов (1883 – 1945), археолог и политик, живее в града след 1906 г.
- Чудомир (1890 – 1967), писател, завършва рисуване през 1913 г.
- Иван Шишманов (1862 – 1928), филолог, живее в града след 1888 г.
- Христо Ясенов (1889 – 1925), поет, живее в града след 1907 г.

### До 2007 г.
- Симеон II (1937), княз Търновски, син на цар Борис III и царица Йоанна Българска
- Христо Борина (1882 – 1967), български поет и общественик, учил и работил като главен библиотекар в София
- Дора Винарова (р. 1926), режисьор, живее в града от 1950-те
- Радослав Гайдарски (р. 1937), политик, завършва Медицина през 1962 г.
- Стефан Гевгалов (1882 – 1956), просветен деец, живее в града от 1940 г.
- Славенка Дракулич (р. 1949-), живееща в Швеция, пишеща на хърватски писателка. Описва София през посещението си в началото на 1990-те в книгата си: „Cafe Europa: Life After Communism“ Abacus, London (1996)
- Ренета Инджова (р. 1953), политик, живее в града от 1970-те
- Недялко Йорданов (р. 1940), писател, завършва българска филология през 1962 г.
- Милко Ковачев (р. 1957), политик, завършва енергетика през 1970-те и живее в града след 1986 г.
- Константин Константинов (1903 – 1955), учен музиколог, професор, живее в града от 1939 г.
- Иван Маразов (р. 1942), културолог, живее в града след 1967 г.
- Михо Михов (р. 1949), офицер, завършва Военна академия през 1980 г.
- Асен Пейков (1908 – 1973), скулптор, завършва Художествена академия през 1930-те
- Любомир Пипков (1904 – 1974), композитор, живее в града през 1919 – 1926 и след 1932 г.
- Николай Свинаров (р. 1958), политик, завършва право през 1982 и живее в града след 1985 г.
- Георги Славков (р. 1958), футболист, работи в града от 1982 – 1986
- Теофан Сокеров (р. 1943), художник, завършва живопис през 1969 г. и живее в града от 1970-те
- Слободан Сотиров (р. 1926), художник, учи изобразително изкуство през 1942 – 1946
- Емилиян Станев (1907 – 1979), писател, живее в града след 1928 г.
- Христо Стоичков (р. 1966), футболист, работи в града през 1985 – 1990
- Драган Тенев (1919 – 1999), белетрист и изкуствовед
- Ангелика Шробсдорф (р. 1927), немско-израелска писателка.
- Иван Тодоров (р. 1953), журналист и писател.

### След 2007 г.
- Елена Баръмова, певица, завършва оперно пеене през 1994 г.
- Маргарита Велева, поетеса, завършва стоматология
- Георги Пирински (р. 1948), политик, живее в града от 1950-те
- Светлана Рашева (р. 1966), писателка, живее в града след 1990 г.
- Антон Станков (р. 1966), политик, завършва право през 1988 и живее в града след 1994 г.
- Калин Терзийски (р. 1970), писател